# Музей изобразительных искусств (Ираклион)
Музей изобразительных искусств (греч. Μουσείο Εικαστικών Τεχνών Ηρακλείου) — музей современного изобразительного искусства в городе Ираклионе на острове Крит, в Греции.
Музей занимает помещение бывшего собора святого Марка на улице Нимфон, рядом с площадью Венизелоса.
Деятельность музея сосредоточена на экспонировании современного искусства и популяризации искусства Крита. Наряду с экспозиционной сферой деятельности, в музее проходят концерты музыкальных коллективов, ведётся издательская работа, проходят семинары и конференции.